# Квакеа
Квакеа (або Пакеа, або Какеа [k͡pʷakea] ) — острів, розташований на схід від Вануа-Лава на островах Бенкс, Вануату. Населення становить 8 осіб. 

## Назва
Написання назв Kwakéa (або Kwakea ) і Pakea являють собою дві різні спроби транскрипції форми [k͡pʷakea], що є назвою острова мовою мота. Ця форма перекладається як Qakea в орфографії Моти.
Цей же острів відомий під дещо іншими назвами на місцевих мовах регіону: Qakē ([k͡pʷaˈkɪ] ) у Вуресі ;  Qeke ([k͡pʷɛˈkɛ]) у Мвезені ; Акке ([ak͡pʷˈkɛ]) у Мвотлапі.
Усі ці назви можуть походити від форми * ᵐbʷaᵑgea мовою прото-торрес-банкс.

## Географія
На острові Квакеа мусонний клімат. Середньодобова температура 26 °C. Найтеплішим місяцем є березень із середньодобовою температурою (27,5 °C), а найхолоднішим - серпень із середньодобовою температурою (22,8 °C). Середньорічна кількість опадів становить 240,67 міліметрів. 
Протока, що знаходиться між Квакеа і Вануа-Лава, називається Дадлі. Острів Навіла розташований 100 м на схід від Квакеа.

## Історія
Острівець колись був заселений мігрантами з сусіднього острову Мота.
Крім того, антрополог Роберт Кодрінгтон говорив про більш ранню міграцію полінезійців з Тонга десь у першій половині 19 ст., приблизно за 50 років до того, як він написав свою роботу про меланезійські мови в 1885 році. Однак після серії сварок з корінними меланезійцями вони були змушені покинути країну, і коли через рік спробували повернутися, на них напали та вигнали з острову. 
У середині 1890-х років англійські поселенці Френк і Еліс Вітфорди придбали острів у корінних власників, які походили з Моти. Вітфорди створили коксові плантації та жили на острові до середини 1940-х років. Сімейний цвинтар Вітфілдів залишається на острові до сьогодні. 
Зараз острів належить родині Керр, яка продовжила договір оренди з традиційними власниками-охоронцями в 2008 році. Його перетворили на приватний острівний курорт.